# Aziza Mustafa Zadeh (musikalbum)
Aziza Mustafa Zadeh  är det första (eponyma) albumet av den azeriska jazzmusikern Aziza Mustafa Zadeh som släpptes 1991. Skivan spelades in i Ludwigsburg, Tyskland.

## Låtlista
1. "Quiet Alone" - 3:37
2. "Tea on the Carpet" - 4:04
3. "Cemetery" - 6:49
4. "Inspiration" - 4:39
5. "Reflection" - 4:06
6. "Oriental Fantasy" - 11:14
7. "Blue Day" - 4:14
8. "Character" - 5:18
9. "Aziza's Dream" - 4:50
10. "Chargah" - 5:08
11. "My Ballad" - 4:17
12. "I Cannot Sleep" - 6:48
13. "Moment" - 0:46
14. "Exprompt" - 2:03
15. "Two Candles" - 5:59

## Musiker
- Aziza Mustafa Zadeh - Flygel, sång